# Charles de Gaulle – Étoile
Charles de Gaulle – Étoile, är en tunnelbanestation samt en pendeltågsstation i Paris belägen precis vid Triumfbågen i slutet av Champs-Élysées, cirka tre kilometer väster om Notre-Dame. Stationen trafikeras av tre tunnelbanelinjer: linje 1, linje 2 och linje 6 samt pendeltåg RER linje A. Stationen på linje 6 har egenheten att spåret går i en cirkel; det finns alltså endast ett spår på denna linje. Tågen gör endast ett kort uppehåll för att sedan fortsätta till Kléber där man gör ett lite längre uppehåll för att byta förare.

## Fotogalleri

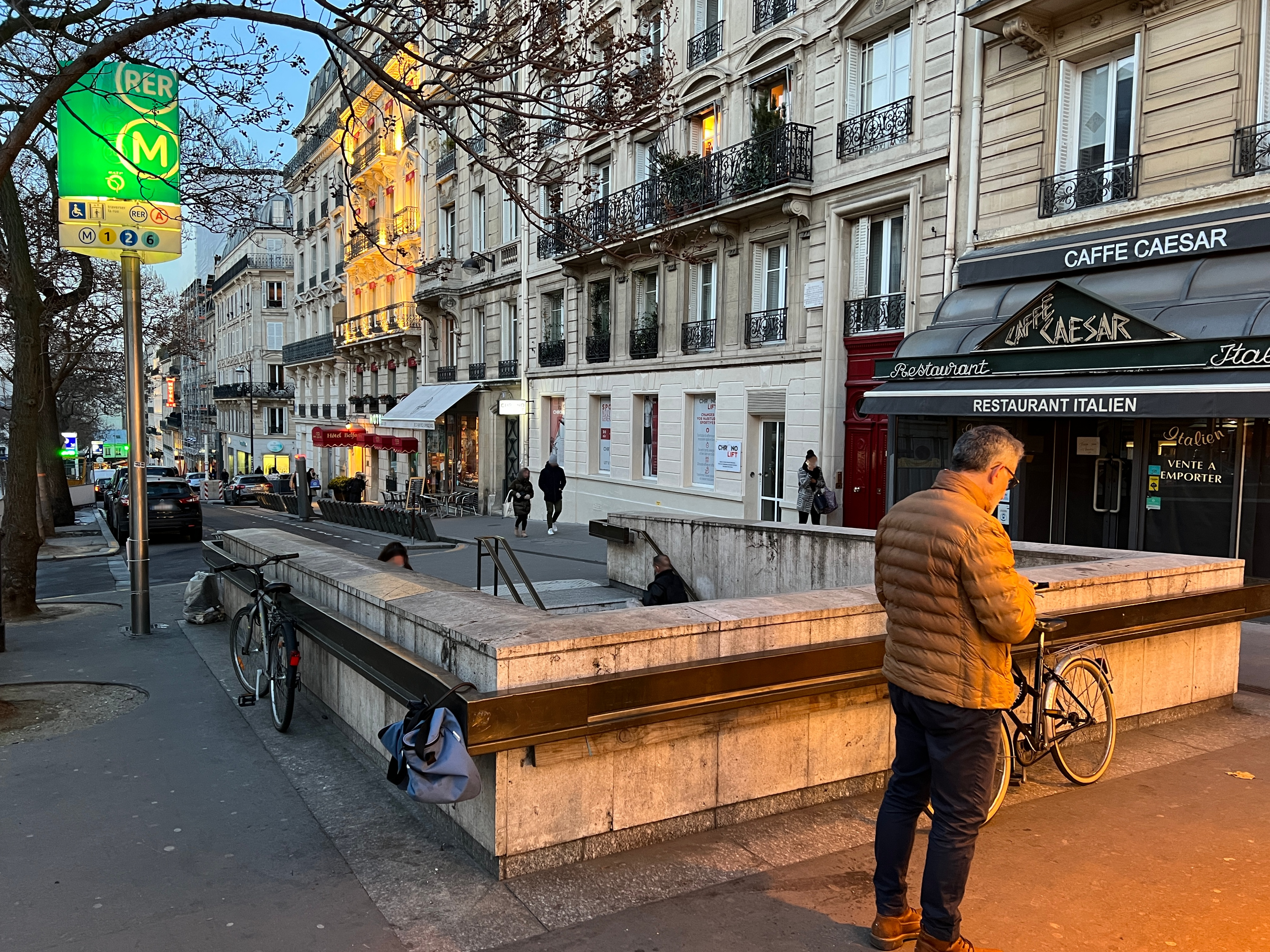
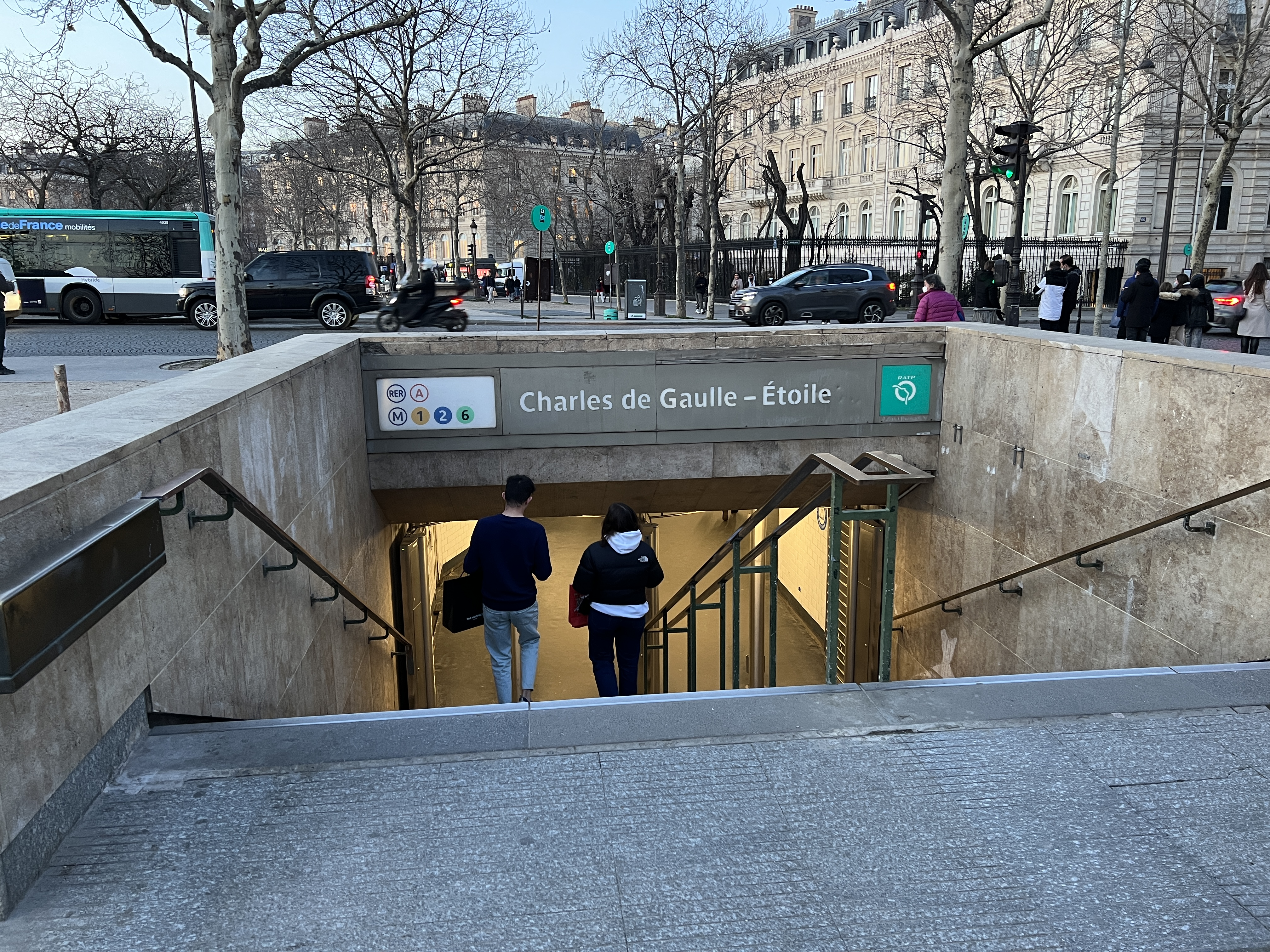
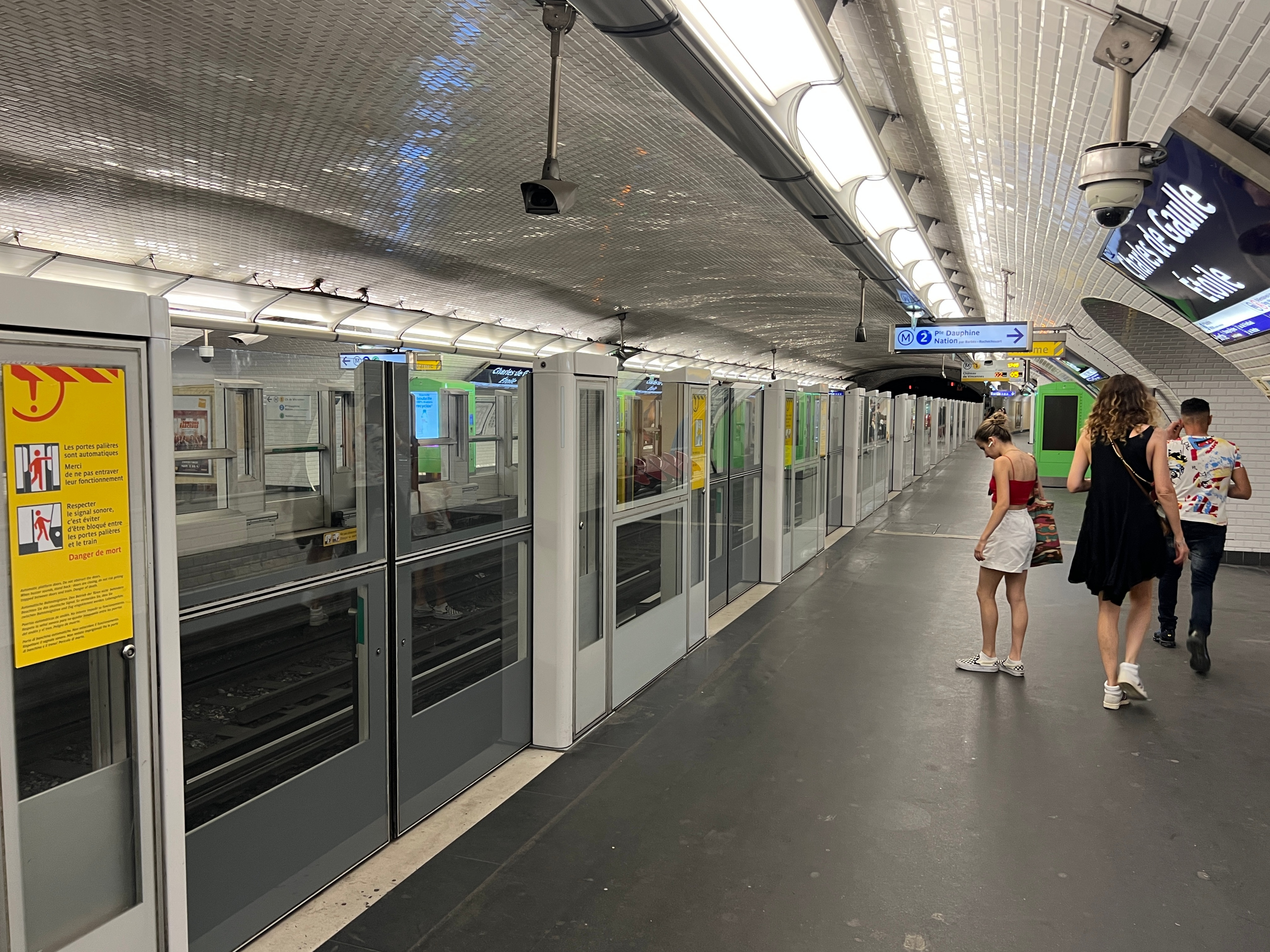
Paris metro linje 1
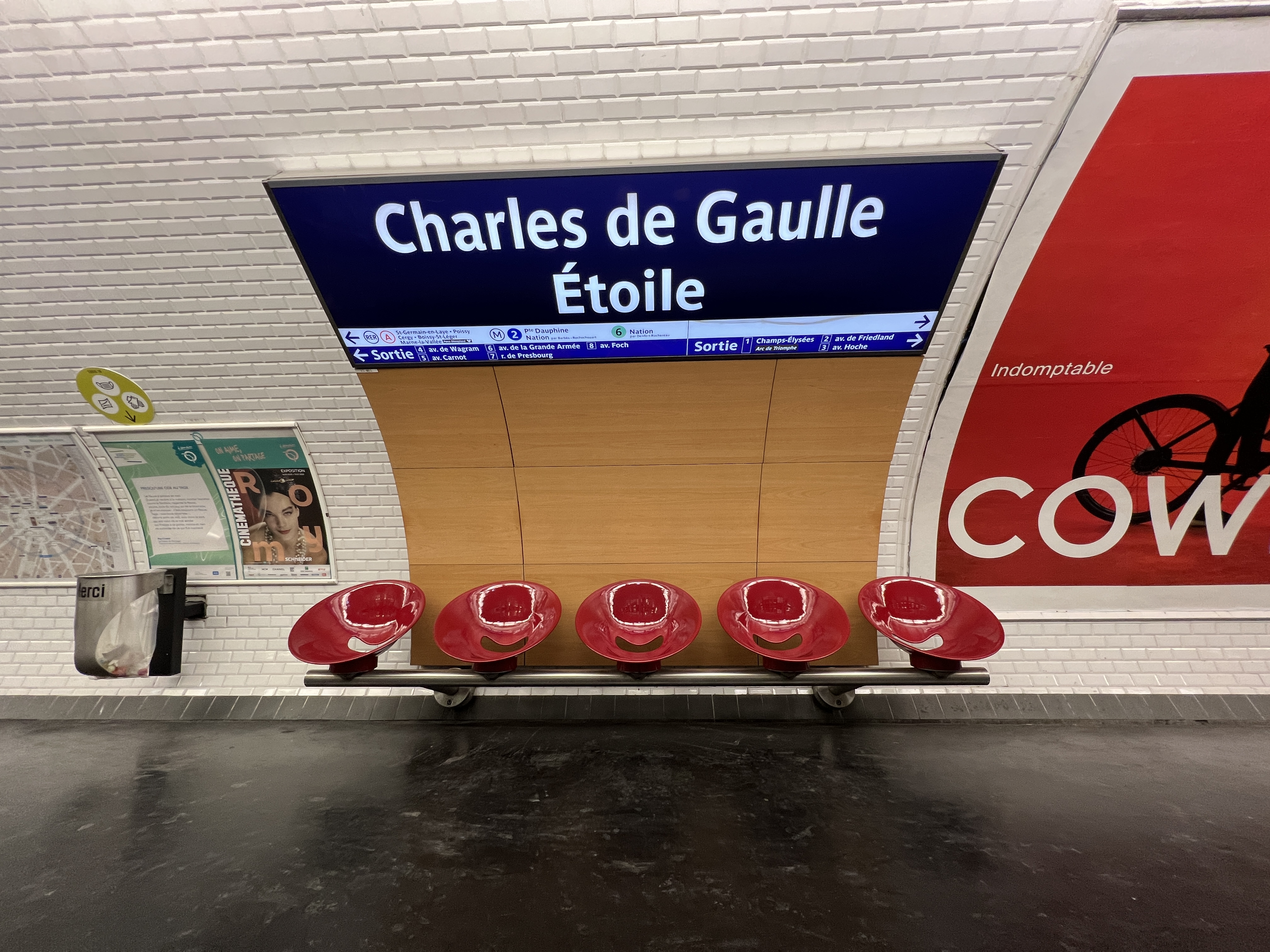
Paris metro linje 1
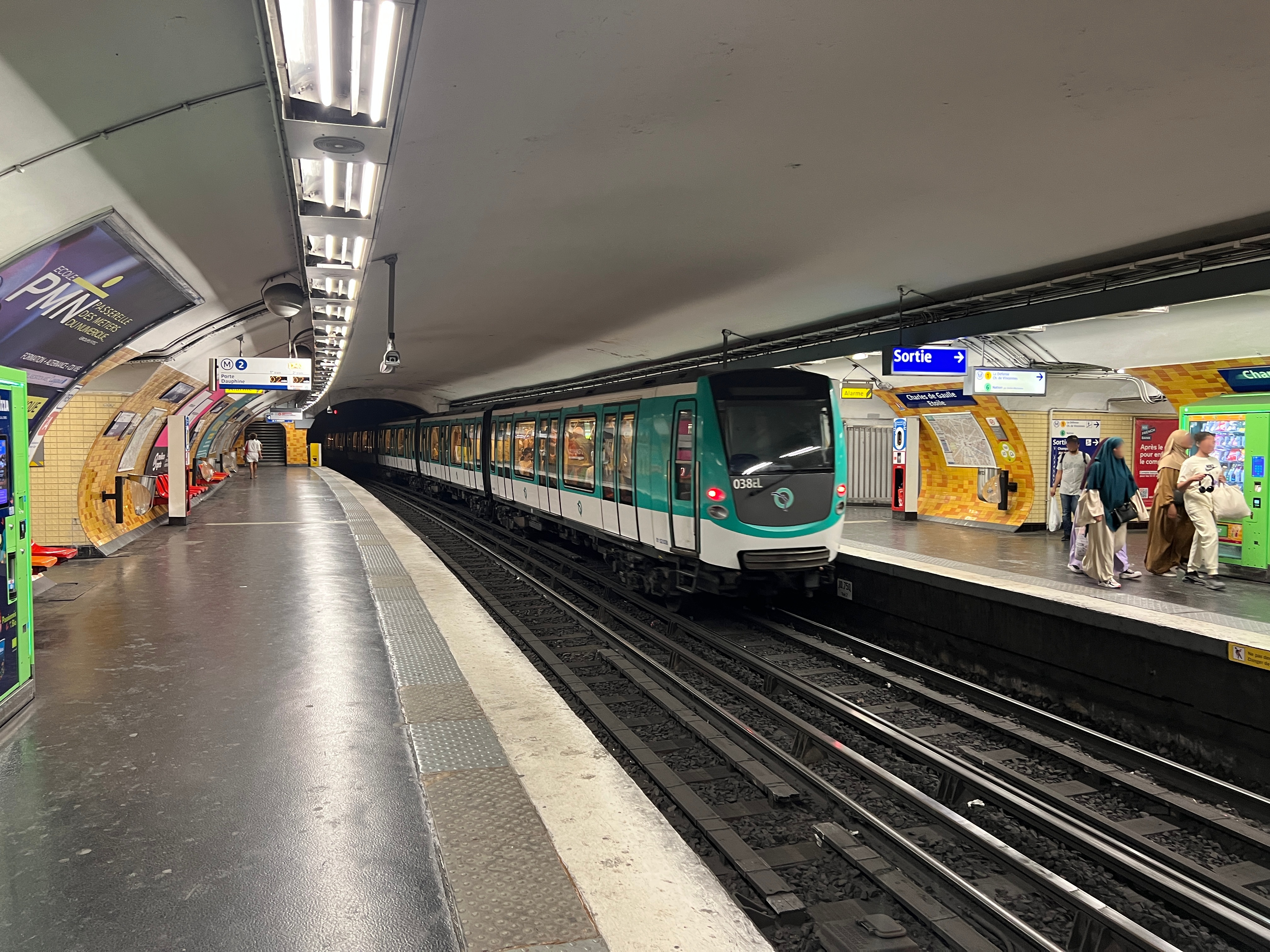
Paris metro linje 2
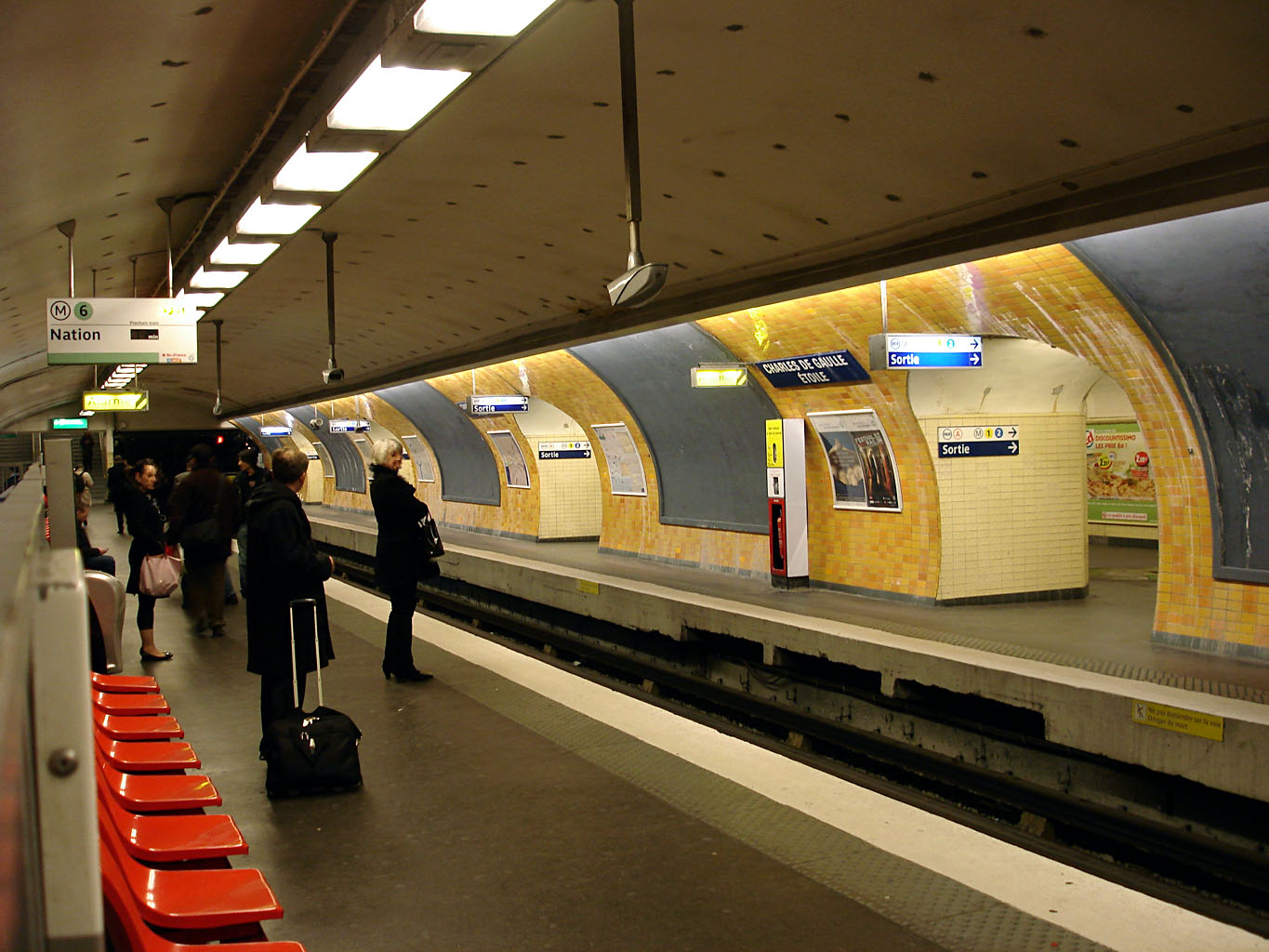
Paris metro linje 6
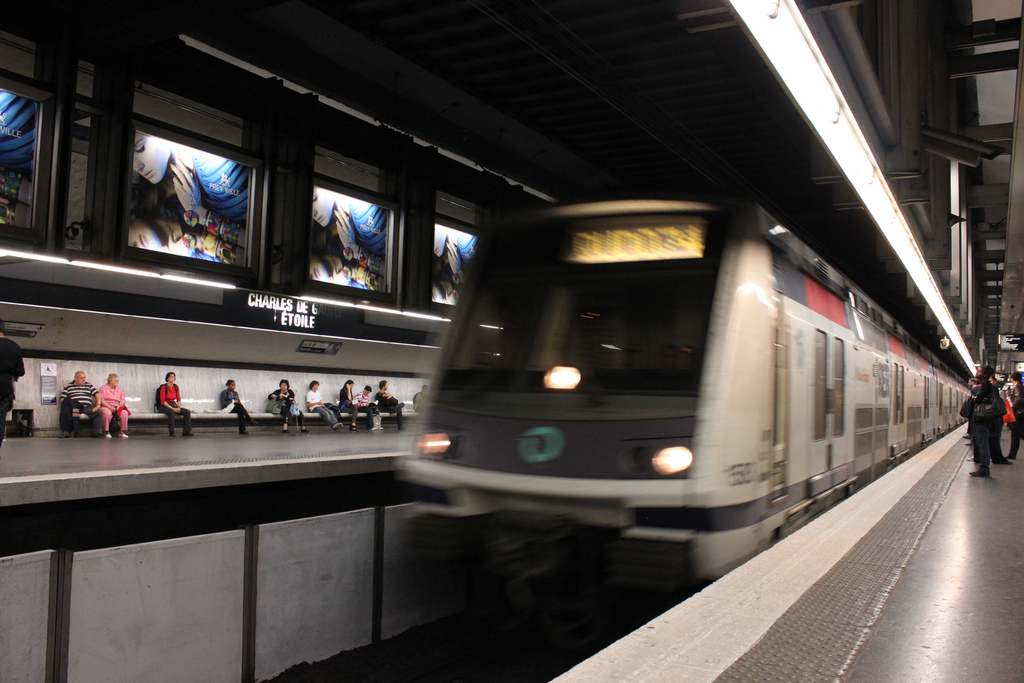
RER-tågsperrongen
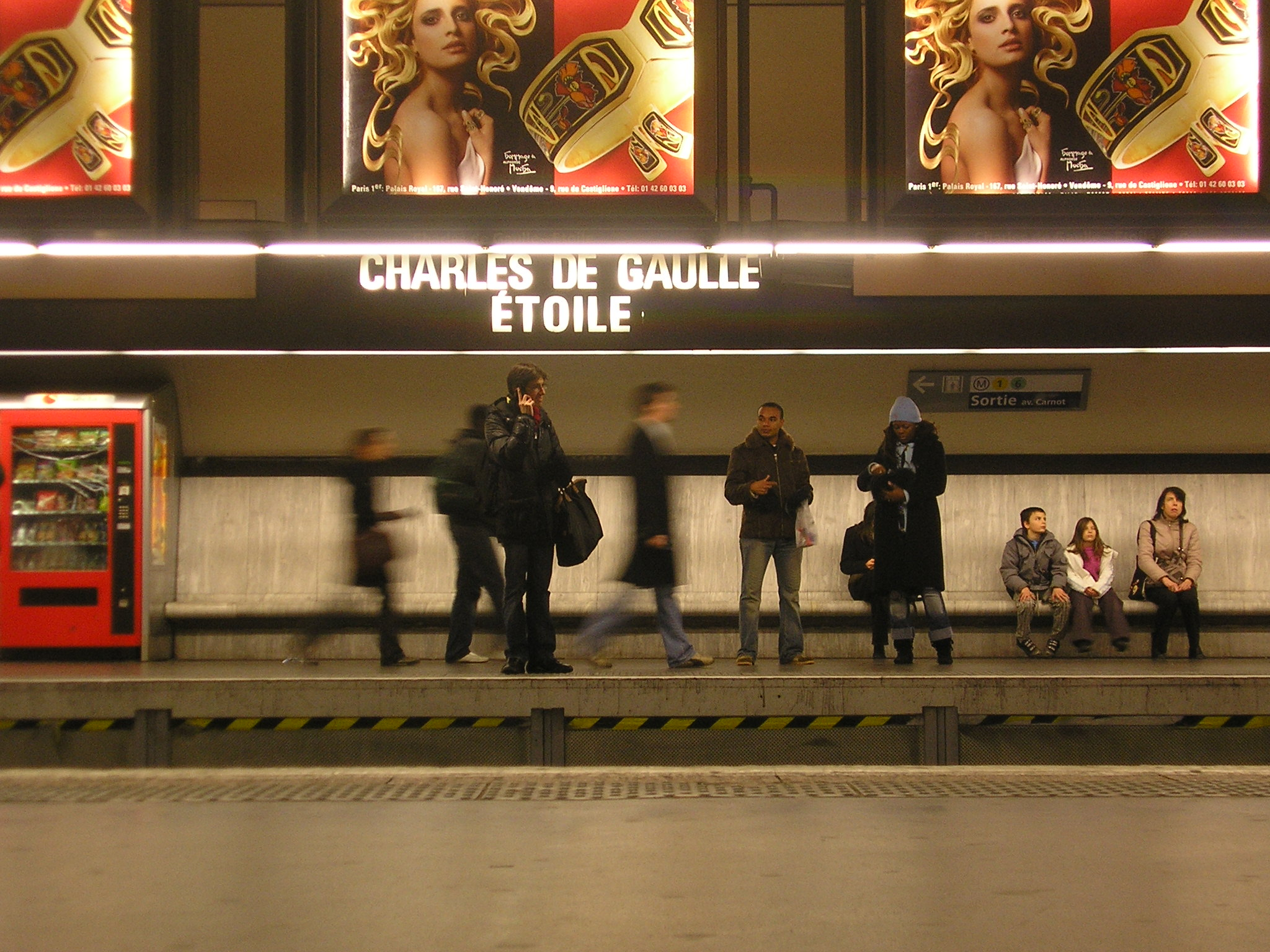
RER